# Eberhard von der Mark
Eberhard von der Mark, também conhecido como Érard de la Marck ou Erardo della Marca (Sedan, 31 de maio de 1472 - Liège, 27 de fevereiro de 1538) foi um arcebispo e cardeal germânico, nascido no Sacro Império Romano-Germânico, foi arcebispo de Valência e príncipe-bispo de Liège.

## Biografia
Terceiro filho de Robert von der Mark, senhor de Arenberg e duque de Bouillon e Sedan e de Jeanne Marley, Senhora da Saulcy. Estudou na Universidade de Colônia desde setembro de 1485 e obteve sua graduação.
Em 1483 foi nomeado cônego do cabido da catedral de Liège, em 1484, tornou-se cônego da Sé Catedral de Trier.
Em 1497, foi para Roma, onde foi nomeado protonotário apostólico. Acumulou diversas vantagens: cônego da Catedral de Tours, prior comandatário do convento beneditino de São Marco, em Chalon-sur-Saône, reitor da paróquia Lenduyc da Arquidiocese de Reims e prior de Notre-Dame Cunault na diocese de Angers.
Em 1505 ele foi enviado por Luís XII ao imperador Maximiliano I, como embaixador, e depois acompanhou o rei em expedições contra Gênova.
Em 25 de fevereiro de 1506, foi eleito bispo de Liège e ocupou a cátedra até sua morte. Apesar de todos os benefícios acumulados, ainda não tinha sido ordenado. Em 13 de maio de 1506, foi ordenado diácono e sacerdote. No dia 17 daquele mês, ele foi consagrado bispo por Libert von Broechem, bispo titular de Beirute.
Em 5 de novembro de 1507 Chartres o elege por unanimidade o bispo, somente vindo a se demitir em 29 de março de 1525.
Em 1509 ele mudou suas alianças da França para o Império e, em 22 de abril, obteve a investidura como príncipe-bispo. Em 1518, um contrato com Liège fez da jurisdição um protetorado dos Habsburgos, chocando-se com os protestos na Holanda. Quando o imperador deu muitos privilégios da cidade, como o deslocamento do tribunal de recurso de Speyer, o protesto acabou.
Em 1519, foi nomeado administrador apostólico da Arquidiocese de Valência, mas ele nunca visitou a diocese, que governou por bispos-auxiliares.
O Papa Leão X o guindou ao posto de cardeal, a pedido de Carlos V, no consistório de 9 de agosto de 1520. Em 5 de janeiro de 1521 recebeu o barrete cardinalício e o título de cardeal-presbítero de São Crisógono.
Impôs à Universidade de Lyon que deveria condenar as ideias de Lutero e foi o primeiro bispo do império a acompanhar a bula Exsurge Domine de excomunhão.
Após a sua criação como cardeal, seu irmão Robert tomou partido francês, que fez guerra ao império, a quem se manteve fiel Eberhard. Não participou de nenhum conclave.
Em 1537, acolheu com grande pompa o cardeal Reginald Pole, que foi caçado por assassinos de Eduardo VIII.
Construiu um esplêndido palácio em Liège e restaurou a Catedral Episcopal. Ele emitiu leis rigorosas contra os criminosos e vagabundos no Principado.
Morreu em 27 de fevereiro de 1538 e foi enterrado em um túmulo magnífico construído no meio do coro da catedral de Liège. Este túmulo foi destruído pela Revolução Francesa de 1811 e seus restos descansam na igreja de St. Paul, em Liège.

## Conclaves
- Conclave de 1521-1522 - não participou da eleição do Papa Adriano VI.
- Conclave de 1523 - não participou da eleição do Papa Clemente VII.
- Conclave de 1534 - não participou da eleição do Papa Paulo III.